# Eugen Escher

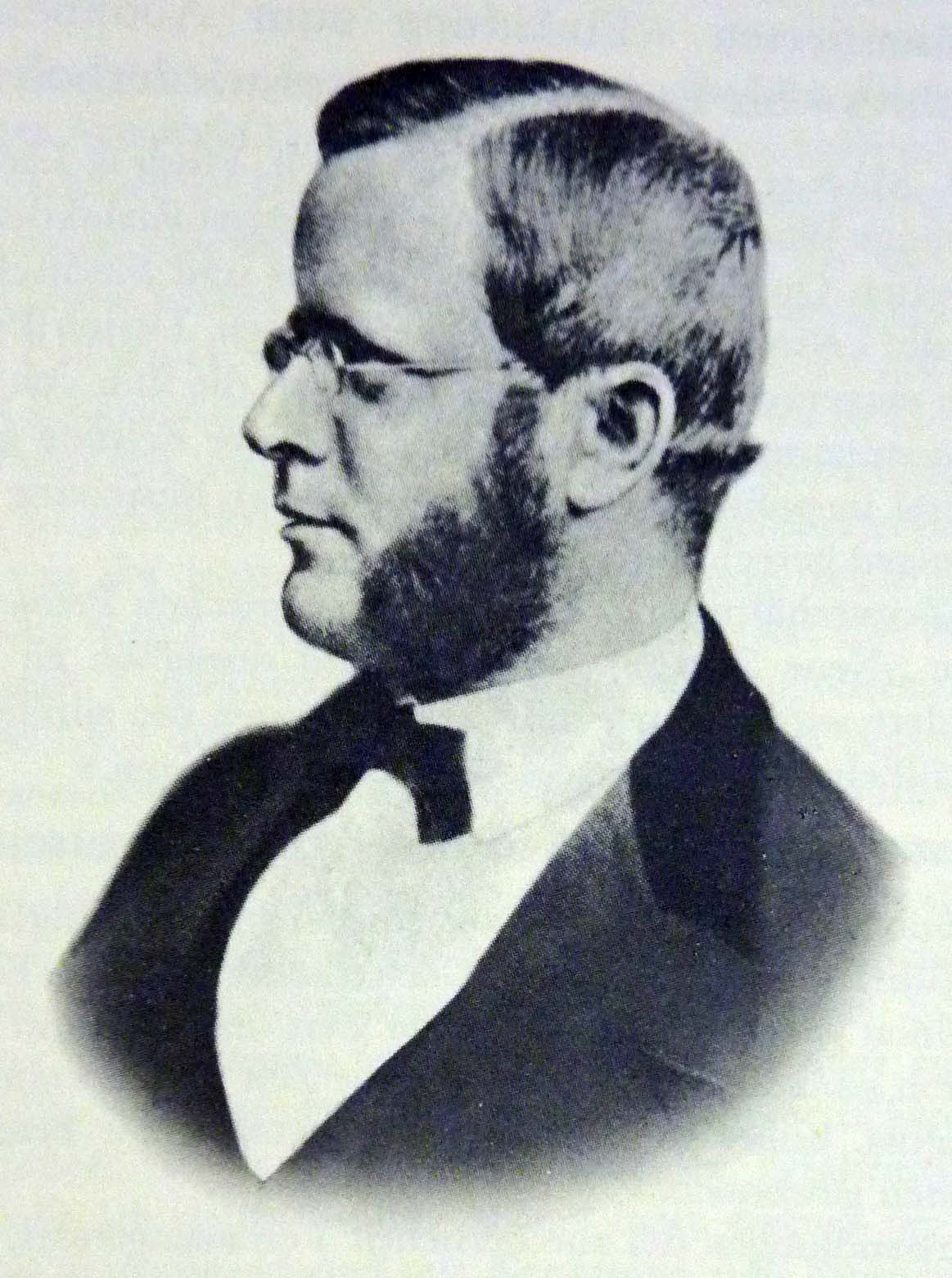
Eugen Escher

Eugen Escher (* 10. Mai 1831 in Riesbach (heute Zürich); † 25. Mai 1900 in Zürich) war ein Schweizer Politiker (FDP), Jurist und Journalist. Von 1868 bis 1872 war er Chefredaktor der Neuen Zürcher Zeitung (NZZ).

## Biographie

### Ausbildung
Eugen Escher wurde als Sohn des kurz zuvor aus politischen Gründen stellenlos gewordenen Oberamtmanns von Grüningen, Juristen und früheren NZZ-Redaktors Heinrich Escher und der Elisabetha geborene Haupt in Zürich geboren. Er besuchte dort die Primar- und die Realschule und ab 1842 das untere, ab 1846 das obere Gymnasium. Nach der Matura ging er für ein Jahr nach Genf, um sich in französischer Konversation zu üben. Er besuchte ausserdem Vorlesungen von Philippe Camperio an der Rechtsschule der Akademie und trat in die Genfer Sektion des radikalen Studentenvereins Helvetia ein. 
Ab 1850 studierte er an der Staatswissenschaftlichen Fakultät der Universität Zürich. Er blieb nun der Helvetia fern, der er sich entfremdet hatte, trat aber auch nicht der konkurrierenden Verbindung der Zofinger bei. 1851 begab er sich, finanziell unterstützt von seinem wohlhabenden Onkel Salomon Escher, zur Vollendung des Rechtsstudiums nach Heidelberg und hörte Vorlesungen von Adolph von Vangerow über Pandekten. Das zweite Semester seines Auslandaufenthalts absolvierte er in Berlin, wo er Carl Gustav Homeyer, Friedrich Julius Stahl, Friedrich Ludwig Keller und August Wilhelm Heffter hörte.
Nach seiner Rückkehr nach Zürich wollte Escher promovieren, aber sein Vater, der darin eine blosse Geldverschwendung sah, hielt ihn davon ab und schickte ihn stattdessen 1852 für acht Monate nach Paris, damit er sich für eine höhere politische oder diplomatische Tätigkeit vorbereite. Eugen Escher besuchte ihn dieser Zeit seine Schwester Henriette in London, finanziell wiederum unterstützt von seinem Onkel. Mitte 1853 war Escher zurück in Zürich, wo er als Aushilfe beim Bezirksgericht arbeitete. 1855 konnte er als Privatdozent der Universität Zürich Vorlesungen über das französische Recht halten, was ihm den Anstoss zur nachträglichen Promotion in absentia an der Universität Jena gab; wiederum übernahm der Onkel die Kosten.

### Politische Laufbahn
Ende 1854 wurde Escher zum Bezirksrichter und Ende 1856 zum besser bezahlten Stadtschreiber (Kanzleichef) gewählt. In dieser Stellung bemühte er sich um mehr Transparenz und bediente sich dafür vor allem der Neuen Zürcher Zeitung. Kurz nach seiner Wahl delegierte ihn seine «Zunft zur Meisen» in den Grossen Stadtrat (seit 1934 Gemeinderat Zürich), und bald danach wurde er in den Grossen Rat des Kantons Zürich (ab 1870 Kantonsrat) gewählt, den er 1869 präsidierte. Im Stadtrat war er Mitglied der damals sehr wichtigen Baukommission, die weitgehend für den Ausbau der Stadt verantwortlich war. Ende 1860 wurde er in das Nebenamt eines Bundesgerichtsschreibers gewählt. 
Zur freien Aussprache über die Gemeindeangelegenheiten wurde 1866 der überparteiliche «Stadtverein Zürich» gegründet, der seinen Initianten Escher zum Präsidenten wählte. Sein Nachfolger wurde Johann Heinrich Landolt, der spätere Präsident des NZZ-Verwaltungskomitees. Der «Stadtverein» übte in den folgenden zwei Jahren laut Escher einen starken Einfluss auf den Gang der städtischen Angelegenheiten aus, z. B. bei der Kanalisation und Wasserversorgung. 1867 sprengten die Radikalen den Verein, und Escher gründete darauf den gegen die Demokraten gerichteten «Politischen Gemeindeverein».
Escher, der sich eigentlich, auch aufgrund der bitteren Erfahrungen seines Vaters, aus der grossen Politik heraushalten wollte, wurde durch die Auseinandersetzung mit den Winterthurer Demokraten, die verschiedene Bauprojekte der Stadt bekämpften, die aus ihrer Sicht den Kanton übervorteilten, schliesslich doch stärker politisiert. Auf Veranlassung von Alfred Escher kandidierte er für den Ständerat und wurde 1863 zu Lasten seines Gegenkandidaten, des demokratischen Winterthurer Stadtpräsidenten Johann Jakob Sulzer, gewählt.
Er wurde nun auch publizistisch tätig, zuerst in der von Abraham Roth redigierten Berner Sonntagspost. Zu seiner Enttäuschung bewirkte er damit nicht viel. Die Winterthurer Demokraten versuchten darauf, ihn zur Mitgliedschaft zu bewegen; Escher blieb aber bei den Liberalen. Er begann nun auch, zuerst während der Session als Ständerat, in der Neuen Zürcher Zeitung zu publizieren, für die er schon als Jüngling aus Genf, Paris und Deutschland geschrieben hatte; der damalige Chefredaktor Peter Jakob Felber ermunterte ihn dazu. Dabei ging es vor allem um den Kampf gegen die von den Demokraten in einer Verfassungsreform geplante Steuererhöhung für Reiche. Escher war für die Jahre 1868/1869 als Bestgewählter in den Verfassungsrat gewählt worden. Trotz allem war die Verfassungsreform dank der Koalition von Demokraten und Konservativen und schliesslich der von den Demokraten errungenen Mehrheit in der Volksabstimmung erfolgreich.
Der von den Demokraten heftig bekämpfte Escher wurde 1869 nicht mehr in den Ständerat gewählt, stattdessen trat er 1870 in einer Nachwahl das Nationalratsmandat des in den Bundesrat gewählten Liberalen Jakob Dubs an. Im Nationalrat fühlte er sich jedoch nicht wohl, auch weil sein Parteifreund Alfred Escher im Gegensatz zu ihm für die zentralisierende Revision der Bundesverfassung eintrat und sich ein Streit zwischen Alfred Escher und Jakob Dubs über die Savoyen-Frage entzündete. Auch schienen ihm die Absenzen von der Redaktion angesichts der dortigen Probleme nicht mehr tunlich. Er trat deshalb 1871 wieder zurück.

### Neue Zürcher Zeitung
In der aufgeheizten Zeit der Auseinandersetzungen mit den Demokraten über die Reform der zürcherischen Verfassung fiel Escher unerwartet die Leitung der Neuen Zürcher Zeitung zu. Zunächst plante der «Politische Gemeindeverein» die Herausgabe einer neuen Zeitung, dem sich Escher aber widersetzte. Darauf fassten die führenden Vertreter der Liberalen wie Bundesrat Jakob Dubs, Diakon Heinrich Hirzel und Nordostbahn-Direktor Georg Stoll den Plan, die NZZ dem Verlag Orell Füssli abzukaufen und in eine Aktiengesellschaft umzuwandeln. Escher wurde angefragt, ob er unter diesen Umständen bereit wäre, die Gesamtleitung der NZZ zu übernehmen und für ihre Wiederbelebung zu sorgen, nachdem sie durch den Aufschwung der Demokraten stark an Bedeutung verloren hatte. Escher sagte zu. Am 6. März 1868 wurde die Aktiengesellschaft konstituiert und das Verwaltungskomitee (Verwaltungsrat) gewählt mit Georg Stoll als Präsidenten sowie Heinrich Hirzel, Georg Mousson, Ulrich Meister, Heinrich Landolt, Ernst Sulzberger und Conrad Bürkli als Mitglieder. Escher quittierte den Dienst als Stadtschreiber, worauf ihm umgehend die goldene Verdienstmedaille für seine ausgezeichneten Leistungen verliehen wurde.
Escher trat am 31. März 1868 in die NZZ ein und übernahm die Chefredaktion am 1. Mai 1868. Von den bisherigen Redaktoren übernahm er den bisherigen Chefredaktor Peter Felber unter Zurücksetzung auf die Position als Inland- und Feuilletonredaktor und August Härlin als Gerichtsberichterstatter, während er Daniel Fehr und Hermann Freiherr Marschall von Biberstein entliess. An der Stelle Fehrs engagierte er den Schwyzer Fürsprech Vital Stutzer, entliess ihn aber nach einem halben Jahr wieder und ersetzte ihn durch den Oberlehrer der Industrieschule Rudolf Honegger. Escher baute die Auslandredaktion stark aus; als Leiter engagierte er den Redaktor des Heidelberger Journals Ferdinand Rauchfuss. Ausbauen wollte er auch die Handelsberichte und das Feuilleton. Escher selbst kümmerte sich vorerst hauptsächlich um die Verhandlungen des Verfassungsrates. Er wertete es als Erfolg, dass in der Volksabstimmung vom 18. April 1868 nur noch 35'000 Stimmbürger statt 50'000 wie vor einem Jahr für den Verfassungsentwurf stimmten, 22'000 nun dagegen.
Escher musste aber feststellen, dass die Leitung der NZZ weit schwieriger war, als er es sich vorgestellt hatte. Schon bald gab es widersprüchliche Ansprüche in der Liberalen Partei, in der die Zeitung den einen, vor allem den Jungliberalen, zu lau, den andern zu polemisch war und deshalb konkurrierende Lokalblätter gegründet wurden. Zudem glaubten laut Escher einzelne Aktionäre «konservativster Prägung», die Investition in die Zeitung berechtige sie, ihre besonderen Wünsche im Blatt abgedruckt zu sehen. Auch reichten die finanziellen Verhältnisse bei weitem nicht aus, um die geplanten Reformen durchführen zu können. Escher gelang es immerhin, mit der weiterhin für Druck und Expedition zuständigen «Orell Füssli» einen günstigeren Vertrag auszuhandeln und die Inserateinnahmen durch einen Pachtvertrag mit der Annoncenagentur Haasenstein & Vogler beträchtlich zu steigern. 1870 konnte er so die täglich zweimalige Ausgabe einführen und den Abonnementspreis leicht erhöhen.
Während die Beziehungen zum Verwaltungskomitee sehr harmonisch waren, gab es intern Schwierigkeiten mit der Redaktion, insbesondere mit Ferdinand Rauchfuss, dem die seines Erachtens allzu ausufernden Berichte Eschers über den Verfassungsrat nicht passten, weil sie den ihm zur Verfügung stehenden Raum beschnitten. Die Kritik Rauchfuss’, aber auch der Umstand, dass Escher dessen Zeichnungsberechtigung, die er eigenmächtig eingeführt hatte, auf Weisung des Verwaltungskomitees zurücknehmen musste, was Rauchfuss als Zurücksetzung empfand, führte bald zu grossen Spannungen, bis Escher ihn schliesslich auf Ende September 1870 entliess, wobei er ihm vorwarf, «die schweizerische Art und Auffassung der politischen Vorgänge auch nur halbwegs zu begreifen». Als Rauchfuss die durch das Nationalratsmandat bedingte Abwesenheit Eschers nutzte, sich nach dem Ausbruch des Deutsch-Französischen Krieges in der Zeitung äusserst abfällig über Napoleon III. zu äussern, was die Zürcher Freunde Frankreichs erzürnte, entliess ihn Escher Ende Juli 1870 fristlos. Sein Nachfolger wurde der Bündner August Gredig. Rauchfuss verteidigte sich im Tagblatt, im Inseratenteil des Landboten und in seiner im Selbstverlag herausgegebenen Schrift Dr. Eugen Escher als Chef-Redaktor der Neuen Zürcher Zeitung. Eine nothgedrungene Abwehr, in der er Escher seine «Kanzleinatur» und Mittelmässigkeit sowie den Mangel an Kollegialität vorwarf und die er allen National- und Ständeräten, den Zürcher Kantonsräten und den Redaktoren aller namhaften Schweizer Zeitungen zustellte. Escher replizierte in der NZZ die öffentliche Polemik heftig.
Escher erschien nach all den Schwierigkeiten sein Entscheid, den sicheren Posten als Stadtschreiber für die Leitung der NZZ eingetauscht zu haben, mehr und mehr als fragwürdig, und er bezweifelte nun sogar selbst, ob er der übernommenen Aufgabe gewachsen sei. Der Deutsch-Französische Krieg verhalf der Zeitung zwar noch für kurze Zeit zu neuer Bedeutung, und Escher erwog sogar, ihre Mehrheit zu erwerben, und kaufte Aktien auf, bis er einer der Hauptaktionäre der Zeitung war. Aber er suchte nun nach einer anderen Beschäftigung. Als seine letzte bedeutende publizistische Leistung gelten seine Artikel zum Tonhallekrawall, in denen er in Abrede stellte, dabei habe sich ein «Deutschenhass» manifestiert. Kurz darauf bot ihm Alfred Escher an, seine Nachfolge als Direktor der Schweizerischen Nordostbahn (NOB) anzutreten, was er mit Erleichterung annahm. Er trat nach seinem Rücktritt als Chefredaktor zudem als grosser Aktionär 1872 in das Verwaltungskomitee der NZZ ein und kümmerte sich auch um einen Nachfolger, den er in der Person von Hans Weber fand, der als Bundesstaatsanwalt beim «Tonhallekrawall» bekannt geworden war. Von 1873 bis zu seinem Ausscheiden 1877 präsidierte er noch das Verwaltungskomitee und griff häufig zu deren Missfallen direkt in die Redaktion ein.

### Wirtschaftliche Laufbahn
Escher wurde 1872 zunächst anstelle des in die Gotthardbahn-Direktion übergetretenen Alfred Escher Direktor des Rechtsdienstes und der Finanzverwaltung der Schweizerischen Nordostbahn (NOB), ehe er im Jahr darauf statt des Rechtsdienstes die mit vielen Reisen verbundenen kommerziellen Dienste übernahm. Er hatte dabei die NOB-Krise von 1876 bis 1878 mit zu bewältigen, die wegen der Einführung einer grossen Zahl von neuen unrentablen Linien entstand. Dazu musste die NOB Fremdkapital aufnehmen, was zu einer massiven Verschuldung führte. Die finanziellen Schwierigkeiten brachten die Bahn an den Rand des Abgrunds. Die Schuld dafür wurde auch dem in Kapitalbeschaffungsfragen unerfahrenen Eugen Escher gegeben, und die Leitung der Finanzverwaltung wurde direkt dem neuen Präsidenten Heinrich Studer übertragen. Die Krise führte 1877 zum Rücktritt Eschers aus dem Verwaltungskomitee der NZZ. Erbittert durch die formlose Annahme seines Rücktritts, verzichtete er künftig auf eine auch nur korrespondenzweise Betätigung für die NZZ.
1889 wurde Escher trotz der 12 Jahre zuvor geführten Diskussionen zum Direktionspräsidenten der Nordostbahn gewählt. Neue Schwierigkeiten kamen jedoch 1894 auf ihn zu. Der durch Gotthardbahn- und Nordostbahn-Aktien reich gewordene Bankier und «Eisenbahnkönig» Adolf Guyer-Zeller strebte die Übernahme der Nordostbahn an und warf der Direktion vor, sie habe durch die künstliche Niedrighaltung der Dividenden dem Bund den Erwerb der Nordostbahn erleichtern wollen in der Hoffnung auf Positionen in der dann auszubauenden Bundes-Eisenbahnverwaltung. In der Generalversammlung wurde Escher darauf als Direktionspräsident abgewählt und trat, schwer gekränkt, zurück.
Er versuchte sich danach als selbständiger Vermögensverwalter und als Vertreter der ihm von der NOB her bekannten Speditionsfirma Schenker & Co. in Wien, beides ohne Erfolg. Auch seine Hoffnung, in den Verwaltungsrat der Schweizerischen Kreditanstalt gewählt zu werden, erfüllte sich nicht.
Erst die Wahl in eine vom Bundesrat eingesetzte Kommission im Jahr 1985, die die Vorarbeiten für den Rückkauf der schweizerischen Hauptbahnen besorgen sollte, führte für Escher wieder zu einer befriedigenden Tätigkeit, in deren Verlauf er Eisenbahn- und sonstige Verkehrsgutachten, auch für das Ausland, verfasste. Zudem delegierte ihn der Bundesrat in den Verwaltungsrat verschiedener Eisenbahngesellschaften. Escher wurde dabei vom einstigen Befürworter der Privatbahnen zu einem entschiedenen Verfechter der Verstaatlichung der schweizerischen Eisenbahnen. Im Nekrolog in der NZZ wird es als Glücksfall für den Bund bezeichnet, «daß ihm zur gegebenen Stunde so hervorragende Kräfte von der gegnerischen Partei in die Hände geschleudert wurden». Der Rückkauf wurde vom Stimmvolk in der Referendumsabstimmung vom 20. Februar 1898 mit 68 % Ja-Stimmen und 15 von 22 Ständen klar befürwortet. Escher erlebte damit eine letzte Genugtuung gegenüber Guyer-Zeller: Auf seinen Vorschlag hin bestimmte der Bundesrat die von der NOB zu kaufenden Linien (494 km) sowie die von ihr weiter zu betreibenden (270 km).

### Privates
Escher war seit 1858 mit Johanna geborene Hanhart verheiratet, einer Tochter des begüterten Dietiker Industriellen Jean Hanhart-Solivo.

### Tod
Kurz nach seinem grössten Sieg in der Abstimmung vom 20. Februar 1898 über die Eisenbahnverstaatlichung erkrankte Escher heftig an Ischias- und Gichtanfällen. Die letzten zwei Jahre seines Lebens waren von körperlichen Leiden getrübt, bis er kurz nach seinem 69. Geburtstag starb.

## Ehrungen
- 1868: Goldene Verdienstmedaille der Stadt Zürich für ausgezeichnete Leistungen und Verdienste[2]

## Publikationen
- Beiträge zur Kenntnis der bürgerlichen Rechtspflege in Frankreich. Orell Füssli, Zürich 1854.
- Lebenslauf in ruhigen und bewegten Zeiten (1831–1898). Für Verwandte und Bekannte niedergeschrieben. Druckerei der Neuen Zürcher Zeitung, Zürich 1907 (erschien auch in der Neuen Zürcher Zeitung in 21 Folgen vom 7. August 1907 bis 31. August 1907, jeweils Morgenblatt, S. 1).